# 加古川市立浜の宮小学校
加古川市立浜の宮小学校（かこがわしりつ はまのみやしょうがっこう）は、兵庫県加古川市にある公立小学校。浜の宮公園に隣接し、周囲を松原が囲む。

## 概要
- 創立 - 1972年

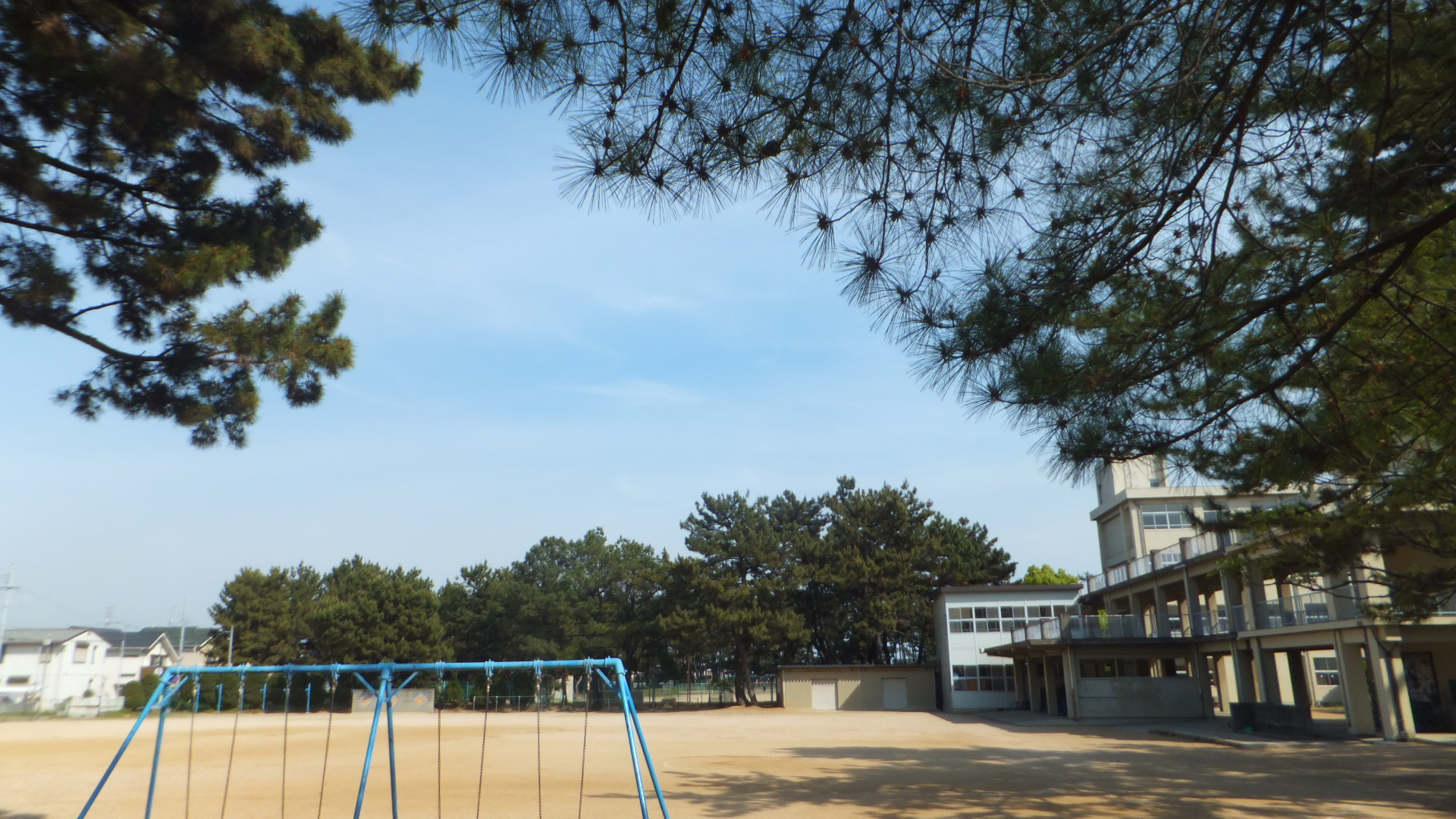
運動場

- 所在地 - 兵庫県加古川市尾上町口里770-37
- 校区 - 尾上町口里(一部)、尾上町池田（一部）、別府町新野辺北町（一部）、尾上町安田（一部）

## 沿革
- 1972年7月 - 尾上小学校から校区を分割して創立
創立後しばらくは尾上小学校の教室を間借りしていた。

## 教育
- 校区外には児童だけで行かないように指導している。
- プールが校内にないため、水泳の授業では近隣にある浜の宮市民プールの25mプールを借りている。
- 校長室にある学校建設前の完成予想図から、当初は校庭にプールを作る予定があったことがわかる。
- 児童会で募金活動を行うなど、人権教育に積極的である。

## 行事

### 浜っ子ワールドカップ
※2010年頃まで
- 1年生と6年生、2年生と4年生、3年生と5年生がペアを組む。

- 1組、2組、3組に分かれて行う。
- 1位5点、2位3点、3位0点という採点である。

種目
- キャタピラー
- フラフープリレー
- ハードル走
- 障害物リレー
- 借り物競走
- ボール運び

### 浜っ子フェスティバル
浜の宮小学校でかつて行われていたふれあいフェスティバル。ビンゴ大会や屋台でPTAが主となって行われた。教師によるプラ板作りも行われていた。　新型コロナウイルスの影響で2020年から2023年までは中止されていたが、2024年からPTAから一般業者が主体となり、再開された。

## 近隣
- 浜の宮天神社
- 浜の宮市民プール
- 加古川市立浜の宮中学校
- 加古川市立別府西小学校
- 浜の宮公民館

## 著名な出身者
- 黒木茜 - 馬場馬術オリンピック選手

## 通学区域が隣接している学校
- 加古川市立尾上小学校
- 加古川市立野口南小学校
- 加古川市立別府西小学校